# Michele Curia
Michele Curia (fl. XVI secolo) è stato un pittore italiano, noto come il "Maestro di Montecalvario" per l'oggi contestata attribuzione della Madonna del Rosario, situata presso la chiesa di Napoli.
È il padre del pittore Francesco Curia.

## Biografia
Michele Curia visse e operò nella Napoli tardo-rinascimentale, dov'ebbe una certa rinomanza. In passato ci si riferiva a lui come l'autore del Giudizio Universale e la Madonna del Rosario di Montecalvario. Gaetano Filangieri, nel 1888, ne riscopri il nome (e la sua storia) trovandolo presente in un gruppo molto consistente di documenti archiviati, trattanti le varie commissioni che ebbe a Napoli in un periodo di quarant'anni all'incirca (1551-1594)
Vari studiosi hanno tentato di ricostruire un quadro più preciso delle opere a lui attribuite, tra i quali Giovanni Previtali, Maria Pia Di Dario Guida e Arcangelo Leone de Castris. Con precisione l'artista avrebbe, dentro la chiesa di Montecalvario, dipinto solamente una pala d'altare de La Vergine e i Santi nel 1572; ecché il figlio Francesco, che lavorava presso la bottega paterna, fosse stato ispirato dalla Madonna del Rosario e dal Giudizio universale mentre operava con lui nella stessa chiesa. Una teoria, quest'ultima, accantonata da alcuni esperti come Claudio Strinati, Vittorio Sgarbi e Francesco Abbate, che hanno proposto l'idea che il pittore della Madonna del Rosario sia in realtà Giovanni Demio, dovuto a riscontri stilistici.

## Opere
- Cona della cappella Scannasorice a Sant'Aniello di Caponapoli (1551);
- Cona dela cappella del barone di Latronico a San Lorenzo Maggiore, coaudiovato dal collega Cesare Turco (1557);
- Cona della cappella Nasturso a Montecalvario (1572).

Più altri lavori nei dintorni del Regno di Napoli: a Torella dei Lombardi (1573), Maratea (1578), Pozzuoli (1579), Cerreto Sannita (1588), Giffoni Valle Piana (1590 e 1594), e nel salernitano.